# جويل لين
جويل لين (بالإنجليزية: Joel Lane)‏‏ (1963 في إكزتر - 25 نوفمبر 2013 ) ناقد أدبي، وروائي، وشاعر، وكاتب قصص قصيرة، وكاتب من إنجلترا.